# Eitan Livni
Yeruham Eitan Livni (Hrodna, 1 de abril de 1919 – 27 de dezembro de 1991) foi um sionista revisionista, comandante do Irgun e político israelense.

## Biografia
Livni, cujo nome significa "forte" em hebraico, nasceu em Grodno, Polônia (hoje Hrodna, Bielorrússia) em 1919. Sua família mudou-se para o Mandato Britânico da Palestina em 1925 e estabeleceu-se em Tel Aviv. Em 1938, com 19 anos, uniu-se ao então ilegal Irgun, onde serviu como agente operativo.
Depois da criação de Israel, ele e Sara Rosenberg, uma companheira do Irgun, foram os primeiros a se casar no novo estado judeu (um dia após a declaração de independência). Foi membro da Assembleia de Herut, onde apoiou as posições do primeiro ministro Menachem Begin. Posteriormente ingressou no Likud, partido com o qual ocupou o cargo de deputado no Knesset durante três legislaturas consecutivas, de 1973 a 1985.
Livni morreu em 1991. A seu pedido, um símbolo do Irgun foi cravado em seu túmulo. O fruto de seu casamento, sua filha Tzipi Livni, ingressou na vida política após a morte do pai. No dia 29 de novembro de 2006, Tzipi foi designada como primeira-ministra em exercício de Israel, cargo que exerceu até 7 de fevereiro de 2007.